# Igreja Paroquial de Vermoim
A Igreja Paroquial de Vermoim localiza-se na freguesia de Vermoim, no Município de Vila Nova de Famalicão, Distrito de Braga, em Portugal. 
Considerado o maior património religioso da freguesia, não só pela sua beleza, mas também pela sua história secular, terá sido reconstruída no ano de 1764, segundo uma inscrição na porta do coro alto. A sua arquitetura pode ser inserida no estilo Barroco, principalmente o interior.
Apesar de a sua formulação atual datar de 1764, há inúmeros registos da Igreja de Santa Marinha de Vermoim anteriores a essa data.

## História
Em Vermoim houve um mosteiro de cónegos regrantes de Santo Agostinho, fundado em 1032 por Arias de Brito, após o ataque normando ao Castelo em 1016. Arias de Brito fez valiosas doações a esse mosteiro. A atual igreja paroquial de Vermoim é a mesma antiga igreja conventual, fundada por Arias de Brito, reparada pelos frades em 1692.
No arquivo distrital de Braga , encontra-se diversos documentos relativos à Igreja Paroquial de Vermoim:
- 1632 - Documento que solicita a licença para "celebrar missa no altar novamente levantado na Igreja de Santa Maria de Vermoim, termo de Barcelos".
- 1761 - Os moradores da freguesia de "Santa Maria de Vermoim" fizeram o registo de provisão "a respeito de terem sacrário e nele o Santíssimo Sacramento".
- 1764 - A 4 de março, foi elaborada uma provisão a favor dos "suplicantes juiz e homens de falas da freguesia de Santa Maria de Vermoim para que, na forma dita, se possa fazer de novo a igreja da sua freguesia".
- 1765 - Um documento faz referência ao pároco de Vermoim, Padre Manuel António Ribeiro, que registou requerimentos para a demolição da Capela de Jesus, junto à Igreja Matriz, no lugar de Penelas.
- 1765 - O pároco da freguesia pede à diocese de Braga para que "na forma do ritual romano possa benzer o corpo da igreja matriz, e os altares colaterais da mesma". Este documento comprova a construção da atual igreja no ano inscrito na porta lateral do coro-alto.
- 1767 - Registo de provisão a favor de João Sequeira de Azevedo, de Santa Maria de Vermoim, para a "edificação e acréscimo da capela mor da igreja matriz da sua freguesia, para se por um confessionário e uma sepultura para si".
- 1767 - É elaborado o registo de provisão pelo Padre da paróquia, Manuel António Ribeiro, para se benzer a capela mor da igreja. Nesse mesmo ano, o mesmo padre, regista a formação da confraria do Santíssimo Sacramento, na igreja de Vermoim.
- 1788 - Provisão a favor do pároco António José de Carvalho, para "colocar um altar novo na Capela do Santo Nome de Deus"

## Arquitetura
A fachada é constituída pela torre sineira e capela. A torre sineira encontra-se instalada no lado direito do conjunto e foi, possivelmente, construída posteriormente.
Há na torre sineira quatro ventanas preenchidas respetivamente por sete sinos, sendo seis de médio e um de grande porte. Logo abaixo da ventana da fachada principal encontra-se o relógio.
No corpo principal da Igreja há a entrada principal encimada por detalhes curvilíneos em pedra e uma rosácea bastante simples no seu aspeto e constituição. No topo do corpo principal há um crucifixo. No lado esquerdo há uma torre que outrora teria sido a torre sineira, devido à existência de uma ventana que hoje está ocupada por uma imagem de Nossa Senhora do Rosário (?). Nesse mesmo lado há umas escadas de acesso ao coro alto. Do lado direito há também umas escadas de acesso à torre sineira e ainda à sacristia.
O interior pode-se com toda a certeza caraterizá-lo como Barroco, sobretudo devido à larga existência da talha dourada, dos detalhes curvilíneos e da grande presença de anjos.
O teto da nave, em madeira, pintado com belíssimos desenhos tendo como figura principal a Nossa Senhora do Rosário rodeada por uma série de anjos, que ocupam figura destacada. Já o teto do presbitério tem também decorações semelhantes ao teto da nave porém, como elemento destacado, temos um ostensório.

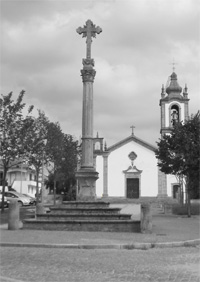
Cruzeiro.

O altar-mor é bastante bonito. O retábulo é constituído por um quadro de grandes dimensões que retrata a ascensão de Nossa Senhora aos céus. Nas laterais do retábulo há duas figuras, cada uma no seu plinto, de Nossa Senhora do Rosário e de S. José. Na parede esquerda do presbitério encontra-se outro quadro da ascensão de Nossa Senhora aos céus.
Já na nave, observam-se 5 altares. O primeiro do lado esquerdo tem como destaque a imagem de Nossa Senhora do Rosário, padroeira de  Vermoim. O altar diretamente oposto a este, é o altar da Nossa Senhora das Dores. Há também um altar com um Crucifixo, com a paisagem de Jerusalém ao fundo. Logo à frente está o altar do Sagrado Coração de Jesus. A Igreja apresenta ainda um púlpito, agora fechado, cuja entrada possivelmente seria pelas mesmas escadas que dão acesso ao coro alto. Em frente ao púlpito encontra-se uma belíssima imagem de Nossa Senhora de Fátima rodeada pelos três pastorinhos. Lateralmente à entrada principal situa-se a pia batismal.

## Cruzeiro
Ao fundo da Praça Terras de Vermoim, encontra-se um cruzeiro bastante antigo, provavelmente da mesma época da igreja.
O cruzeiro está assente num quadrilátero de quatro degraus, que apoiam o plinto, que por sua vez serve de base à coluna de estilo coríntio (Ordem coríntia). Esta coluna apoia um crucifixo de enorme beleza virado em direção à Igreja Paroquial.

## Praça Terras de Vermoim
A Praça Terras de Vermoim localiza-se na face da Igreja Paroquial de Vermoim. O seu nome deriva do antigo Julgado ou Terra, onde Vermoim era cabeça. Esse julgado abrangia 64 freguesias, sendo a maior parte delas hoje pertencentes ao concelho de Vila Nova de Famalicão.
Esta praça passou por obras de reestruturação em 2001 e pequenas modificações em 2007.